# 雅克·皮埃爾·布里索
雅克·皮埃爾·布里索（法語：Jacques Pierre Brissot，法語發音：[ʒak pjɛʁ bʁiso]，1754年1月15日—1793年10月31日），他自行採用了德瓦维尔（de Warville）名字，是法國大革命過程中吉倫特派的領導成員。一些來源稱呼他的姓名為讓·皮埃爾·布里索。

## 傳記

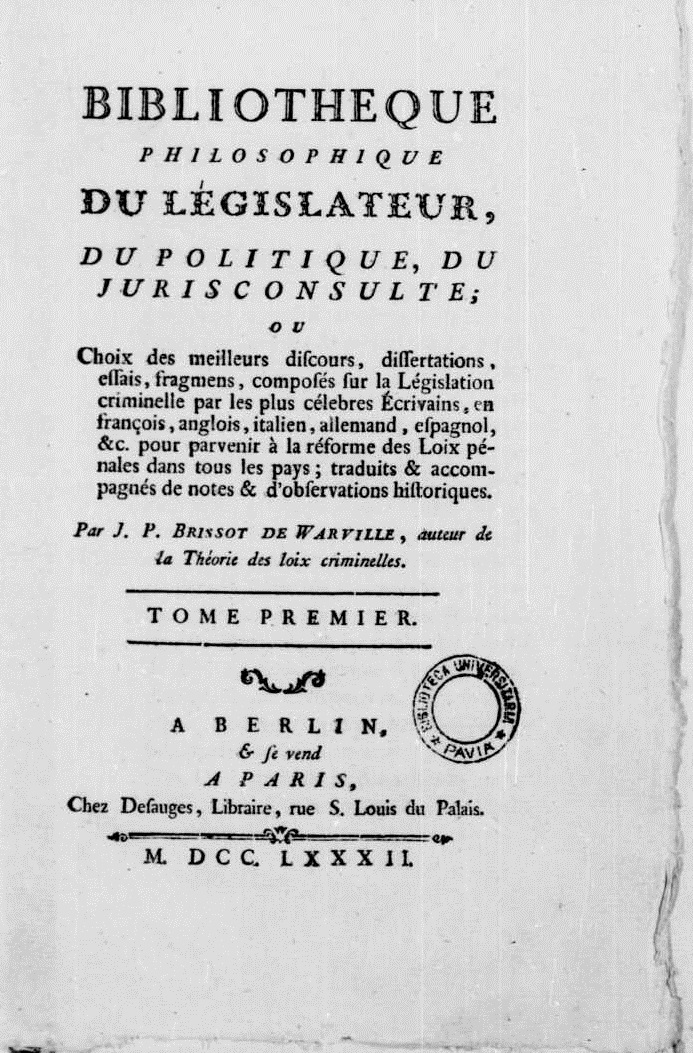
Bibliothèque philosophique du Législateur, du Politique, du Jurisconsulte, 1782

布里索出生於法蘭西中北部的沙特爾，他的父親是一個旅店老闆。他接受教育後在巴黎一個律師辦公室工作。1782年，他和费莉西泰·杜邦(Félicité Dupont)（1759年至1818年）結婚，開始著述並進行翻譯奧立佛·高德史密斯和羅伯特·多茲利英語作品。他們住在倫敦，隨後到1791年有三個孩子。他的第一部作品，＂刑法理論＂(Théorie des lois criminelles（1781）)和＂國會哲學圖書館＂(Bibliothèque philosophique du législateur (1782))，探討法律哲學的議題，並很明顯的在道德倫理的觀點深刻受到尚-雅克·盧梭影響。布里索在＂刑法理論＂的序言中，敘述，他提交此書的大綱給伏爾泰並引用他在1778年4月13日的回函。
布里索任歐洲通訊刊物，並從事法蘭西信使及其他書報的編輯，開始成為人們熟知的作家。他致力於人道事業，提出一個歐洲所有知識分子的合作計劃，並在倫敦開辦” 倫敦高校學報”(Journal du Lycée de Londres)，這是發表他們意見的刊物。這個計劃是不成功的。不久後他返回巴黎，1784年布里索被控出版抨擊王后的色情小冊子關押在巴士底監獄。
他獲釋出獄後四個月，1785年再次投身於編制小冊子，最引人注意的是他匿名發佈給奧地利神聖羅馬帝國皇帝約瑟夫二世的公開信，指責鎮壓弗拉赫人的暴动手段，支持人民反抗君主的暴政的權利，因而被迫退隱到倫敦。
第二次居留倫敦期間，他結識了一些倫敦廢奴主義的領導者，因此後來在巴黎創辦了反奴隸貿易組織的黑人之友協會， 1790到1791年他任這個協會主席。
1788年，他作為代理人到美國訪問，隨後在1791年發表了他的"美國訪問旅行” （3卷）。布里索相信美國理想有助於改善法國政府。1789年他被美國文理科學院選為外國名譽會員。  有段時期他有意將他的家人遷往美國。湯瑪斯·傑佛遜於1785年至1789年間任駐巴黎大使時和布里索非常熟悉，當時他的文字紀錄，“布里索回來了，對我國著迷。他打算帶著他的妻子和孩子在那裡定居。”   這樣的移民沒有成真，對布里索來說是個悲劇。革命運動的醞釀興起經由政治新聞的過程報導將他吸引回到運動策劃中，隨後使他成為一個家喻戶曉的名人。
從1789年革命爆發，布里索成為言詞最強烈的支持者之一。1789年至1793年他發行法蘭西愛國者報紙，立刻成為政治上引領輿論耀眼的刊物。   他在雅各賓俱樂部的演講非常有名，他被選為巴黎市的委員，然後是1791年10月1日至1792年9月期間國民立法議會和後來的國民公會代表。此後不久，布里索開始調整自己接連到更右傾的，通常被視為“戰爭黨”的吉倫特派。他們被稱為吉倫特派或稱“布里索派”，因為其中許多人來自南部的吉倫特省，是一種人際關係聯繫的鬆散組織，而不是一個有明確意識形態，有組織的政黨。
1792年八月十日事件發生後，八月十三日路易十六以“叛國罪”和“危害國家罪” 被正式逮捕，布里索和吉倫特派支持拘禁國王既作為人質，也作為籌碼的想法，然而山嶽黨主張立即將他處決。布里索反對處決國王的兩個原因。他認為，一旦路易十六被處決法國會失去所有外交談判的力量，而且也擔心保皇黨大規模的叛亂。

## 法蘭西外交政策
1791年8月27日，是布里索領導的國民立法議會時期，由奧地利和普魯士發佈皮爾尼茨宣言警告法國人民不傷害路易十六，否則他們或對法蘭西的政局進行“軍事干預”。布里索鼓動國民立法議會支持，隨後於1792年4月20日對奧地利宣戰。這個決定從一開始就是災難性的，法蘭西的軍隊在第一次的戰鬥就被擊潰，大幅度地導致政治局勢的緊張。
布里索在外交事務方面的知識使他成為外交委員會的成員，這段時間在國民立法議會，他控制了法國的外交政策。布里索是對神聖羅馬帝國利奧波德二世皇帝，哈布斯堡君主國以及在1793年2月1日對大不列顛王國，宣戰的關鍵人物。這也正是布里索賦予以戰爭推廣革命理念到全歐洲的特性。

## 逮捕和處決
大英百科全書第十一版，評論：
 在吉倫特派中，皮埃尔·维克蒂尼安·韦尼奥是比較好的演說家，但布里索反應很快，熱情洋溢的，衝動的，具有廣泛知識的人。然而，他卻優柔寡斷，在革命群眾鬥爭事件中不具備煽動激烈對抗能量的特資。

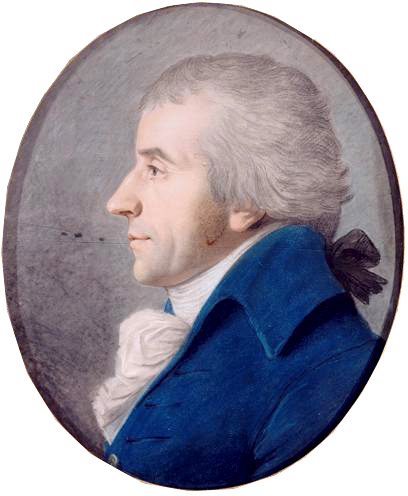
Jacques Pierre Brissot.

布里索在處決國王的立場，對奧地利的宣戰和他採取溫和革命的觀點，不可避免的導致吉倫特派和山嶽黨以及無套褲漢之間的劇烈摩擦。布里索試圖用已經在1791年通過的憲法建立君主立憲制度，穩定社會秩序以約束革命的暴力及不受控的群眾集會，這個既得利益的招數不被理睬。1793年的五月下旬，國民公會的山嶽黨，在杜樂麗宮的集會，呼籲撤除十二人委員會。無套褲漢採取更激進的行動，招來擁有大砲武裝的巴黎國民自衛軍包圍了國民公會，呼籲撤除和逮捕布里索以及全部的吉倫特派。 當國民公會拒絕做出這樣草率的決定，國民警衛隊的領導頭目，弗朗索瓦·昂里奥的答覆: 
告訴你們的愚蠢主席，他和他的大會已經是命定的，如果一小時內，他不將吉倫特派這二十二人交給我，我要砲轟了！
在這種暴力威脅下，於1793年6月2日，國民公會投票，布里索連同其他28名成員被逮捕。  布里索是吉倫特派第一個嘗試並逃跑的，但也是第一個被捕獲。首先通過他的沙特爾家鄉前往法蘭西西北部諾曼第反革命勢力中心的卡昂途中，在6月10日，他因使用假旅行證件，被逮捕帶回巴黎。  10月3日，開始審判布里索和吉倫特派。他們被指控是“外國列強，尤其是英國反革命的代理人”。 布里索，親自為他自己辯護，對他和他的吉倫特派同事的荒謬指控逐點反駁。儘管他們努力的辯護，10月30日的死刑判決被送達布里索和其他21名吉倫特派同事。第二天，被定罪的人被農車載運到斷頭台，他們一路高歌馬賽曲，承擔愛國烈士的角色。 布里索斷頭台被處決時年僅39歲，他的屍體被埋葬在馬德萊娜墓地。

## 辯解臥底指控
布里索的職業生涯有一段受到嚴密審查和質疑的經歷，是他關押在巴士底監獄後的生活。雖然熱情者和辯護者認為布里索作為一個理想主義者，是無瑕疵的哲學革命家，他的批評者質疑他的可信性和品德而反覆的指控他在18世紀80年代中期參與製作和散佈色情的《誹謗小冊子》，作為警察或英國的密探而且詐騙他的生意夥伴。 這些指控是由讓-保爾·馬拉，卡米爾·德穆蘭，馬克西米連·羅伯斯庇爾引導的，更惡劣的是臭名遠揚，醜聞販子，勒索和作偽證者的夏爾·泰韋努·德莫朗德的惡意指控，布里索維護他的聲譽聲明，“這是我生命的折磨”。
20世紀80年代，歷史學家罗伯特·达恩顿支持他們的指控。  他們指責布里索作為警局的間諜，說他陰謀反對革命且曾經站在後面。布里索被送上法庭多次為自己辯護這些指控。羅伯·丹屯認為，布里索在個人層面是不支持革命的，並去了一個警察局，在那裡，他問，是否他能協助。丹頓說，當他離開後，他就開始提供信息。
對他的指控唯一問題，歷史學家弗雷德里克·盧納認為，羅伯·丹屯得到所謂證據的信件，是這個事件發生後十五年才寫的。盧納弗雷德里克·盧納指出，實情應不可能是如此的; 布里索被指証，當他從巴士底監獄被釋放後就立刻離開了巴黎前往倫敦。所以，他不再巴黎，他不可能與警方交談。

## 遺產
經由布里索他的著作對“法國革命前和革命意識形態”作出重要貢獻。  他早期對法律的工作，他的許多小冊子，和他在國民立法議會的演講，展示了獻身給法國大革命的節操。

## 參照
- 真理之友會

## 注解
1. ↑  Brissot de Warville.  1.   [2016-02-29]. （原始内容存档于2021-04-22） （法语）.
2. ↑  Léonore Loft, "The Transylvanian Peasant Uprising of 1784, Brissot and the Right to Revolt: A Research Note", pp. 209-218 in: , Vol. 17, No. 1 (Spring, 1991)
3. ↑   (PDF). American Academy of Arts and Sciences.   [28 July 2014]. （原始内容存档 (PDF)于2013-05-10）.
4. 1 2  David Andress, 1789: The Threshold of the Modern Age, 87.
5. ↑  Christopher Hibbert（英语：Christopher Hibbert）, The Days of the French Revolution, 137.
6. ↑  Thomas Lalevée, « National Pride and Republican grandezza: Brissot’s New Language for International Politics in the French Revolution （页面存档备份，存于） », French History and Civilisation (Vol. 6), 2015, pp. 66-82.
7. ↑  David Andress, The Terror 175.
8. ↑  David Andress, The Terror 176.
9. ↑  David Andress, The Terror 382.
10. ↑  David Andress, The Terror 180.
11. ↑  David Andress, The Terror 228.
12. ↑  David Andress, The Terror 229.
13. ↑  David Andress, The Terror 230.
14. ↑  Simon Burrows, “The Innocence of Jacques-Pierre Brissot,” 843-871
15. ↑  Robert Darnton, The Literary Underground of the Old Regime, Harvard University Press, 1982, pp. 49-68.
16. ↑  Frederick A. Luna, "Interpreting Brissot", The Dean Street Style of Revolution, pp. 159–190.
17. ↑  Loft, p. 209.

## 外部連結
- 互联网档案馆中雅克·皮埃爾·布里索的作品或与之相关的作品
- 來自雅克·皮埃爾·布里索的LibriVox公共領域有聲讀物
- Mémoires (1734–1793) publiés avec étude critique et notes par Cl. Perroud （页面存档备份，存于） Cornell University Library Historical Monographs Collection. Reprinted by Cornell University Library Digital Collections
- Full text online versions of pamphlets written by Jacques Pierre Brissot （页面存档备份，存于） from the Ball State University Digital Media Repository